# بارا دو مينديز
بارا دو مينديز (بالبرتغالية: Barra do Mendes‏)؛ بلدية في ولاية باهيا في المنطقة الشمالية الشرقية من البرازيل.